# Robb Flynn
Pour les articles homonymes, voir Flynn.

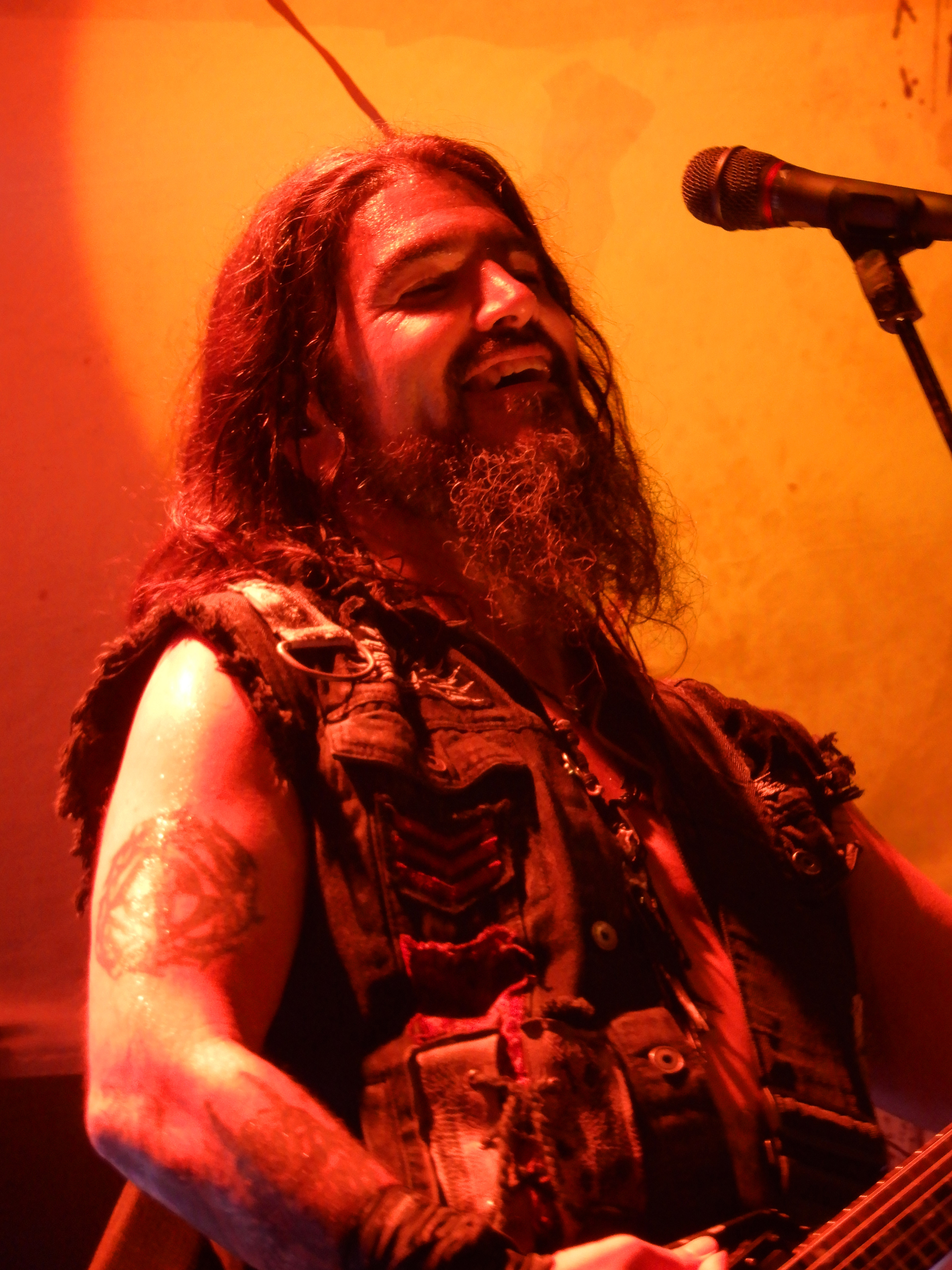
Robb Flynn (Machine Head) en concert à La Rochelle en 2018.

Robert "Robb" Flynn est le chanteur et cofondateur du groupe de metal Machine Head créé en 1992 à Oakland aux États-Unis.
Il fonde le groupe avec comme formation originelle : Adam Duce, Logan Mader et Tony Costanza

## Vie personnelle
Le 14 novembre 2012, Robb a dû être hospitalisé d'urgence pour un grave problème au bas-ventre . L'opération fut un succès mais le groupe a dû annuler une partie de sa tournée.

## Discographie

### Vio-lence
- 1988 : Eternal Nightmare
- 1990 : Oppressing the Masses
- 1993 : Nothing to Gain

### Machine Head
- 1994 : Burn My Eyes
- 1997 : The More Things Change
- 1999 : The Burning Red
- 2001 : Supercharger
- 2003 : Hellalive
- 2003 : Through the Ashes of Empires
- 2007 : The Blackening
- 2011 : Unto the Locust
- 2012 : Machine Fucking Head Live
- 2014 : Bloodstone & Diamonds
- 2018 : Catharsis
- 2022 : Of Kingdom and Crown
- 2025 : Unatøned